# Манасия I де Вержи
Манасия I де Вержи (Манассия Старый; фр. Manassès I l’Ancien; умер в 918) — граф Атье (фр. d'Atuyer), Осуа (фр. d'Auxois), Авалуа (фр. d'Avalois), Бона (фр. de Beaune), Шалона (Шалона-на-Соне, фр. de Chalon sur Saône), Десмуа (фр. de Duesmois), Ошере (фр. d'Oscheret) с 887 года, сеньор де Вержи с 893 года, граф Лангра с 894 года, родоначальник Первого дома Вержи.

## Биография

### Правление
По одной версии, Манасия был сыном Гизельберта, графа Кондроза. По другой версии, его отцом был граф Шалона Теодорих (умер в 883/893), происходивший из боковой ветви Каролингов, берущей начало от брата Карла Мартелла Хильдебранда I.
Он был сторонником Ричарда Заступника, благодаря чему получил во владение несколько Бургундских графств. Ричард поддержал его в борьбе против епископа Лангра Теобальда, с которым соперничал брат Манасии Вало, епископ Отёна в 895—915 годах. В 911 году Манасия принимал участие в битве при Шартре, в которой Ричард Заступник разбил вождя норманнов Роллона.

### Брак и дети
Женой Манасии I де Вержи была Ирменгарда (ок. 880—935), дочь короля Нижней Бургундии Бозона. Дети:
- Вало (умер после 918) — граф Шалона
- Жильбер (ок. 900 — 8 апреля 956) — герцог Бургундии с 952 года
- Манасия II Младший (ум. 925 или позже, до 936) — граф Осуа и Дижона, сеньор Вержи с 918 года
- Ренар (умер после 924).

По другой версии, на Ирменгарде был женат Манассия II, и именно его детьми были Вало и Жильбер, а ещё одним сыном Манассии I был епископ Отёна Вало.